# Pliolagostomus
Pliolagostomus es un género de roedores caviomorfos chinchíllidos que integra la subfamilia de los lagostominos. Sus 2 especies están completamente extintas y son solo conocidas sobre la base del registro fósil. Habitaron en el sur del Cono Sur de Sudamérica, específicamente en la Patagonia argentina.

## Taxonomía
Descripción original
Este género fue descrito originalmente en el año 1887 por el naturalista, arqueólogo, antropólogo, paleontólogo y geólogo argentino Florentino Ameghino.
Historia taxonómica y relaciones filogenéticas
Si bien en un análisis filogenético de la subfamilia efectuado en el año 2016 no se ha recuperado la monofilia de Pliolagostomus, se lo ha mantenido independientemente en razón de que es muy raro el hallazgo de restos de alguna de sus dos especies y ambas se basaron en materiales fragmentarios, lo que contrasta con los abundantes y completos registros de Lagostomus y Prolagostomus, lo que produce un gran número de entradas faltantes (missing data) que estarían impidiendo la recuperación del clado.
Caracterización
La caracterización de Pliolagostomus es la siguiente: taxón de tamaño mediano a pequeño; ausencia de un canal para el nervio suborbitario, como ocurre en Prolagostomus y los Chinchillinae vivientes; los palatinos forman casi la totalidad del paladar, como en Prolagostomus; presencia de dientes euhipsodontes; los p4-m3 y P4-M2 son bilaminados y el M3 es trilaminado, rasgos semejantes a los de otros Lagostominae; la tercera lámina del M3 está orientada lingualmente y con flexo que la divide de la segunda lámina, pero las dos están unidas por un grueso puente de dentina, como en Prolagostomus; los molariformes posee paredes rectas, con lóbulos rectangulares o laminares, como presenta Lagostomus; los molariformes inferiores tienen la cara lingual bien definida, la que con la cara anterior forma un ángulo bien marcado; como en Lagostomus, los hipoflexos e hipofléxidos son rectos; finalmente, de manera similar a  Prolagostomus el cemento en el hipoflexo e hipofléxido es más grueso que en Lagostomus.
Subdivisión, procedencia estratigráfica y edad
El género Pliolagostomus se compone de 2 especies: 
- Pliolagostomus friasensis Vucetich, 1984 † Fue exhumada en la provincia del Neuquén (Argentina) en: las barrancas del río Collón Curá y en el Miembro Tobáceo Las Bayas, ambas localidades pertenecientes a la Formación Collón Curá, Edad Colloncurense (Mioceno medio); en la provincia de Río Negro (Argentina) en 3 localidades: Pilcaniyeu Viejo, Estancia Criado en Cerro San Antonio y Estancia Los Sauces en Ingeniero Jacobacci;[3]
- Pliolagostomus notatus Ameghino, 1887 † Exhumada en barrancas del río Santa Cruz y en monte Observación, en la provincia de Santa Cruz (Argentina) Formación Santa Cruz, Edad Santacrucense (Mioceno temprano-tardío).[1]